# Піроженко Тамара Олександрівна
Тама́ра Олекса́ндрівна Піроже́нко (нар. 4 лютого 1957 року, с. Знам'янка, Красноярський край, РРФСР) — психолог, доктор психологічних наук (2004), професор (2012), член-кореспондент НАПНУ (2019).

## Біографічна довідка
Народилася 4 лютого 1957 року в с. Знам'янка Красноярського краю РРФСР.
У 1978 році закінчила факультет дошкільної освіти Ульяновського педагогічного інституту. Працювала вчителем, потім викладачем у Сизранському та Тольяттінському педагогічних коледжах. 
У 1986 році переїхала до УРСР, викладала в Київському педагогічному училищі імені К. Д. Ушинського.
З 1990 року працює в Інституті психології НАПНУ на посадах молодшого, старшого та провідного співробітника: з 2008 року — завідувач лабораторії психології дошкільника.
У 1995 року захистила кандидатську, а у 2004 році — докторську дисертацію.
З 2004 по 2007 рік — завідувач кафедри психології Київського міжнародного університету, в якому було створено «Психологічну службу вищої школи».

## Наукова робота
Наукові дослідження у галузях дитячої, вікової та педагогічної психології. Вивчає комунікативно-мовленнєвий розвиток дитини дошкільного віку. Обґрунтувала концепцію розвитку освіти дітей раннього та дошкільного віку. Авторка понад 225 публікацій наукового та науково-методичного характеру.
Поєднувала викладацьку діяльність з експериментальною роботою, матеріали якої були рекомендовані до впровадження у закладах освіти («Методика розвитку мовного спілкування»). Була активним учасником розробки змісту державних документів: Базовий компонент дошкільної освіти, програми навчання, виховання та розвитку дошкільного віку «Я у Світі», «Малятко», «Впевнений старт» та Національної рамки кваліфікації. 
Під керівництвом вченої захищено 8 кандидатських дисертацій. З 1999 року учасниця експертної комісії Науково-методичної ради Міністерства освіти України з питань оцінки рукописів та навчально-методичної літератури для дошкільних закладів освіти України.

### Основні праці
За ЕСУ:
- Комунікативно-мовленнєвий розвиток дошкільника. — Т., 2010;
- Особистість дошкільника: перспективи розвитку: навчально-методичний посібник. — Т., 2010;
- Становлення внутрішньої картини світу дошкільника. — Кр., 2012 (співавтор);
- Рухова активність та психічне благополуччя дитини старшого дошкільного віку: навчально-методичний посібник. — К., 2016 (співавтор);
- Інструментарій оцінювання готовності дитини старшого дошкільного віку до навчання в умовах реформування української школи: метод. рекомендації. — К., 2023 (співавтор)[1].

## Нагороди
- Почесна грамоти Міністерства освіти і науки України (2008, 2012);
- Почесна грамота НАПН України;
- Диплом ІІ ступеня конкурсу на кращу наукову роботу в номінації науково-методичних робіт для вчителів, викладачів[2];
- (2014);
- Медаль «Григорій Сковорода» (2016);
- Державна премія України в галузі освіти (номінація дошкільна і позашкільна освіта) за Комплексну науково-прикладну роботу «Освітня технологія „Радість розвитку“ — партнерська взаємодія дорослих та дітей» (2018);
- Медаль «Леся Українка» (2022);
- Нагрудний знак «Відмінник освіти» (2023)[3].

## Джерело
- С. Д. Максименко. Піроженко Тамара Олександрівна // Енциклопедія сучасної України / ред. кол.: І. М. Дзюба [та ін.] ; НАН України, НТШ. — К. : Інститут енциклопедичних досліджень НАН України, 2001–2024. — ISBN 966-02-2074-X.